# Antonio Baseotto
Antonio Juan Baseotto (Buenos Aires, 4 de abril de 1932-Buenos Aires, 26 de mayo de 2025) fue un eclesiástico católico argentino, miembro de la Congregación del Santísimo Redentor. Fue obispo castrense de Argentina, desde 2002 hasta su renuncia en 2007, siendo removido del cargo en 2005 por su crítica al Gobierno argentino por su política sanitaria oficial, principalmente en cuestiones referidas al aborto. También fue obispo de Añatuya, de 1992 a 2002, siendo obispo coadjutor entre 1991 y 1992.

## Biografía
Nació el 4 de abril de 1932 en la ciudad argentina de Buenos Aires, hijo de inmigrantes italianos.
Tras concluir su formación primaria, cursó los estudios de Humanidades en el Instituto San Alfonso (Seminario Menor) de Bella Vista. Completó sus estudios eclesiásticos en el Instituto de Estudios Superiores San Alfonso de Villa Allende. Obtuvo la licenciatura y luego el doctorado en Ciencias Naturales en el Profesorado de Ciencias Naturales del Consejo Superior de Educación Católica (Consudec), estudios que completó en la Universidad de Buenos Aires. Fue becado para realizar estudios sobre la historia del siglo XVIII en Bogotá (Colombia).

### Vida religiosa
En 1946, ingresó en la Congregación del Santísimo Redentor, realizando la profesión solemne el 2 de febrero de 1952, en Manuel Ocampo. Su ordenación sacerdotal fue el 6 de abril de 1957, en Córdoba. Fue profesor, director espiritual y rector del Instituto San Alfonso de Bella Vista (1964-1972).
En la década de 1980 sirvió en la diócesis de Añatuya, provincia de Santiago del Estero, donde conocería a Emilio Eduardo Massera en una visita a Buenos Aires, con quien entablaría una amistad, tras viajar a una casa de campo en Canning para bautizar personalmente a la sobrina del militar. Con la llegada de Massera al poder, el dictador iniciaría contactos con la Santa Sede para promover a Baseotto en nuevos cargos.
Realizó un programa en la televisión local, en el que fue acusado de antisemitismo: en particular, en 1986, declaró que «la mayoría de los judíos argentinos son muy devotos, tienen muchos valores y a menudo muchos principios morales pero sólo para las grandes empresas: si la pornografía es un buen negocio, el judío vende pornografía, si las drogas son un buen negocio, el judío vende drogas», y que «la difusión de la cultura está en manos de los judíos que destruyen los cimientos de la civilización y la cultura nacional».
Durante estos años ejerció los cargos de secretario-canciller, luego vicario general y delegado diocesano de pastoral.

### Episcopado
El 1 de febrero de 1991, el papa Juan Pablo II lo nombró obispo coadjutor de Añatuya. Fue consagrado el 27 de abril del mismo año, a manos del obispo Jorge Gottau. El 21 de diciembre de 1992, aceptada la renuncia de Jorge Gottau, pasó automáticamente a ser obispo de Añatuya, sin necesidad de otro nombramiento ni de una toma de posesión.
Seguidor del gobierno provincial y de sus métodos policiales, acusado de abusos y violaciones de los derechos humanos, se declaró contrario a la anticoncepción, que consideraba una legitimación de la prostitución, y contra la ley de regulación de la natalidad, considerada nazi.
El 8 de noviembre de 2002, fue nombrado obispo castrense de Argentina. Tomó posesión canónica el 18 de diciembre del mismo año.
Por el concordato existente entre la Santa Sede y la República Argentina, concede la posición salarial oficial de "subsecretario de Estado", es decir que cobraría por esos días un sueldo aproximado de $ 5000.- (aproximadamente u$s 1500 dólares estadounidenses al tipo de cambio vigente en el año 2003) en el marco del Acuerdo entre la Santa Sede y la República Argentina (Conventio inter Apostolicam Sedem et Argentinam Republicam) establece en su artículo 3 que todo lo relativo al Vicariato Castrense continua rigiéndose por la convención del 28 de junio de 1957, la cual a su vez establece en el artículo IV, 3, que el nombramiento y remoción de nuevos ordinarios son de la competencia de la Santa Sede.[cita requerida]
El 10 de diciembre de 2004, Baseotto justificó la eliminación de opositores políticos –los desaparecidos– llevada a cabo por las juntas militares argentinas, considerando que «la guerra es guerra. Y en la guerra es imposible evitar los excesos».
El 18 de febrero de 2005, envió una carta al ministro de Salud, Ginés González García, acusándolo de tolerar un delito por su apoyo a la legalización del aborto y el reparto de preservativos a jóvenes, citando el Evangelio de Marcos 9:42:

«Quienes escandalizan a los pequeños merecen que le cuelguen una piedra de molino al cuello y lo tiren al mar»

Lo que fue interpretado por el gobierno, como que al ministro se le debía dar el mismo trato que la dictadura argentina utilizó contra sus adversarios, arrojándolos desde aviones al océano. Esto ocasionó que se convirtiera en el centro de una controversia nacional, atacado públicamente por el gobierno del presidente Néstor Kirchner.
Por este motivo, Baseotto fue duramente criticado a partir de sus declaraciones, lo que se  sumó a la polémica recordando el antisemitismo del obispo, que sus defensores en la cúpula de la Iglesia argentina y en el Vaticano ignoraron a lo largo del conflicto. Antes, Baseotto había descalificado al Islam con conceptos similares a los utilizados contra los judíos. Debido a las polémica antisemitas, los ataques al islam y las supuestas posiciones discriminatorias y amenazas al Ministro de Salud, el Gobierno argentino, en marzo de 2005 derogó por decreto su nombramiento episcopal. La Santa Sede no aceptó la decisión del Estado argentino. 
En la Conferencia Episcopal Argentina fue miembro de las comisiones episcopales de Liturgia, de Ayuda a las Regiones Más Necesitadas, y de Iglesias Orientales.

#### Renuncia
Finalmente el 4 de marzo de 2006, solicitó formalmente a la Santa Sede su renuncia por estar cerca del límite de edad. El 15 de marzo de 2007, el papa Benedicto XVI aceptó su renuncia, como obispo castrense de Argentina.
El 18 de septiembre de 2013, la Justicia argentina declaró nulo el decreto que dejó sin efecto su nombramiento. De esta manera, se ordenó pagar su jubilación. Unos años antes, la jueza María Romilda Servini de Cubría había dictaminado su sobreseimiento de la causa por «apología del delito»,  por la que había sido denunciado en una interpretación sesgada de su carta al ministro González García.
Tras su retiro mantuvo una postura pública, celebrando misas todos los domingos en la Iglesia Nuestra Señora de las Victorias, situada en el barrio porteño de Retiro, regentada por la comunidad redentorista.

## Fallecimiento
El 27 de mayo de 2025, fue «hallado sin vida en la habitación de su departamento» en Buenos Aires, a la edad de 93 años.
Su funeral tuvo lugar en la Catedral Stella Maris el 29 de mayo de 2025 y posteriormente fue sepultado provisionalmente ese mismo día en el cementerio de Bella Vista.

### Testamento espiritual
Poco después del anuncio oficial de su fallecimiento, el Obispado Castrense hizo público el testamento espiritual de Baseotto, fechado el 15 de febrero de 2011. En este documento, el obispo expresó su deseo de ser sepultado en la Catedral Stella Maris, situada en Buenos Aires. Según su voluntad, solicitó que su sepultura se realizara de manera sencilla, con una tumba ubicada junto al altar del Santísimo Sacramento. Asimismo, dejó establecido que «si esto complicaba al Obispado Castrense, sea sepultado en Bella Vista en el cementerio de la Congregación». También nombró como albacea a su hermano Gerardo Alfonso Baseotto.